# Playboy (tijdschrift)
Playboy is een erotisch getint tijdschrift, vooral bedoeld voor heteroseksuele mannen, opgericht in 1953 door Hugh Hefner. De inhoud bestaat uit een aantal portretseries van blote vrouwen, met als klapstuk de 'playmate van de maand', met daartussen ook interviews met bekende personen en politieke of culturele analyses. Van het blad bestaan edities in diverse talen, waaronder het Nederlands.

## Geschiedenis
Het eerste nummer van het blad had Marilyn Monroe op de omslag (en op de middenpagina). Het bloot is altijd meer erotisch dan pornografisch geweest, 'harde' seks (afbeeldingen van penetratie of fellatio) zal men in het blad niet vinden. De oplage is, wellicht door de gemakkelijke toegang tot seks en erotische afbeeldingen op het internet, sinds de hoogtijdagen zeer sterk teruggelopen. In 1972 werden van een nummer meer dan 7 miljoen exemplaren verkocht. In 2005 was de oplage van de Amerikaanse uitgave nog 3 miljoen. Ook de oplage van de Nederlandse editie daalt snel en gestaag: van 106.081 in 2000 naar nog slechts 30.219 in 2013. In oktober 2015 werd besloten dat er in de Amerikaanse versie geen naakte vrouwen meer zouden worden getoond; in februari 2017 kwam men op dat besluit terug. De naam van het blad verwijst naar de playboy: een man die zich beweegt in de jetset, veel achter de vrouwen aanzit en meestal kortstondige verhoudingen heeft.
De Nederlandse versie bestaat sinds oktober 1982. De Belgische versie bestaat sinds mei 1983. De Nederlandse Playboy werd aanvankelijk uitgegeven door Sanoma Uitgevers; in 2014 werd het blad (samen met Panorama en Nieuwe Revu) verkocht aan Pijper Media in Groningen.
Het tijdschrift is ook onderwerp van wetenschappelijk onderzoek. In 2005 verscheen een artikel over de veranderingen in de lichaamsproporties van de centerfoldmodellen gedurende de laatste vijf decennia. De conclusies wezen niet eenduidig op een trend naar grotere slankheid; wel werden er verschuivingen gevonden in de frequentie van vijf verschillende lichaamstypen.

## Oplage

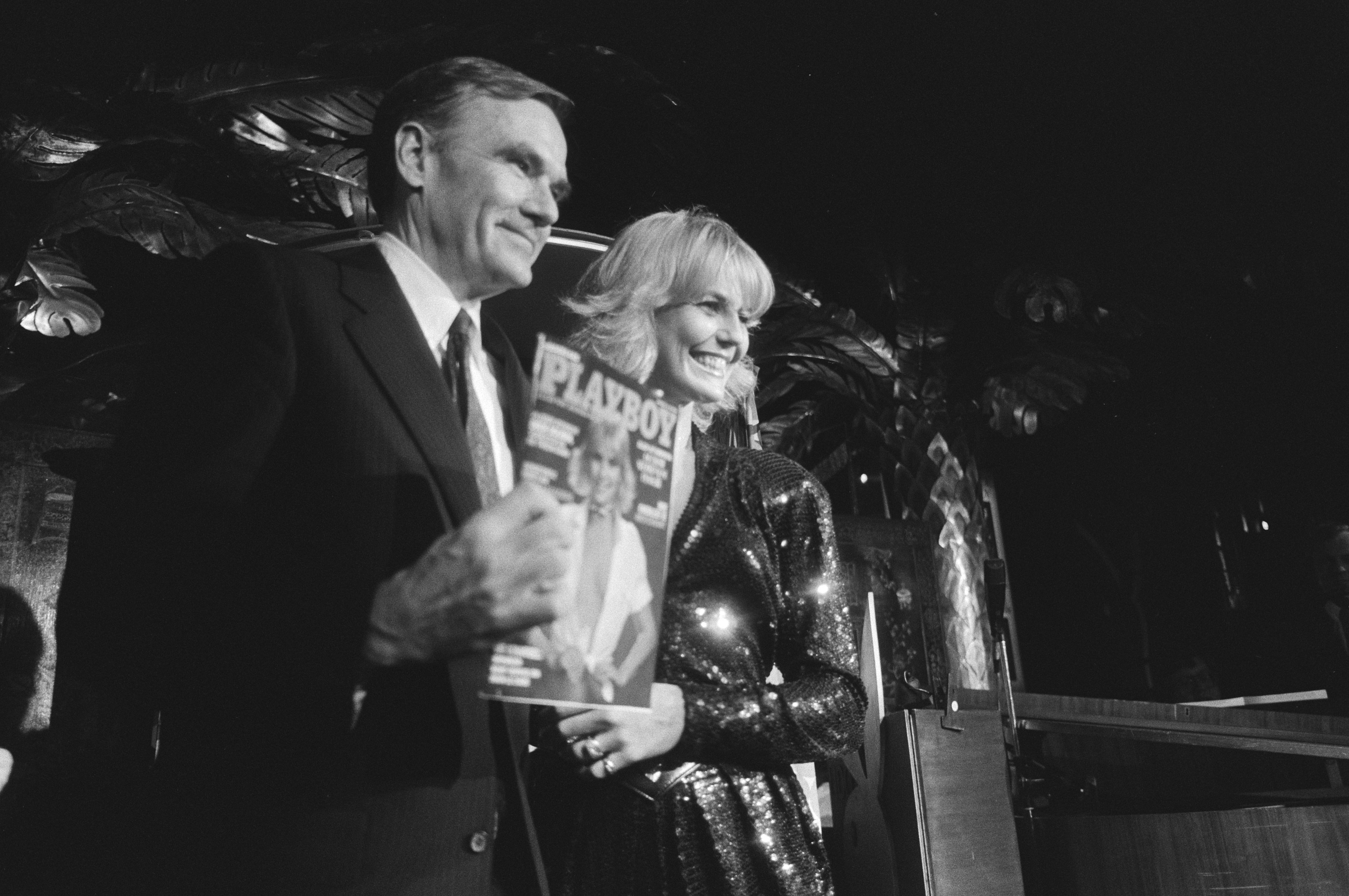
Presentatie van de eerste Nederlandstalige Playboy in Amsterdam, april 1983

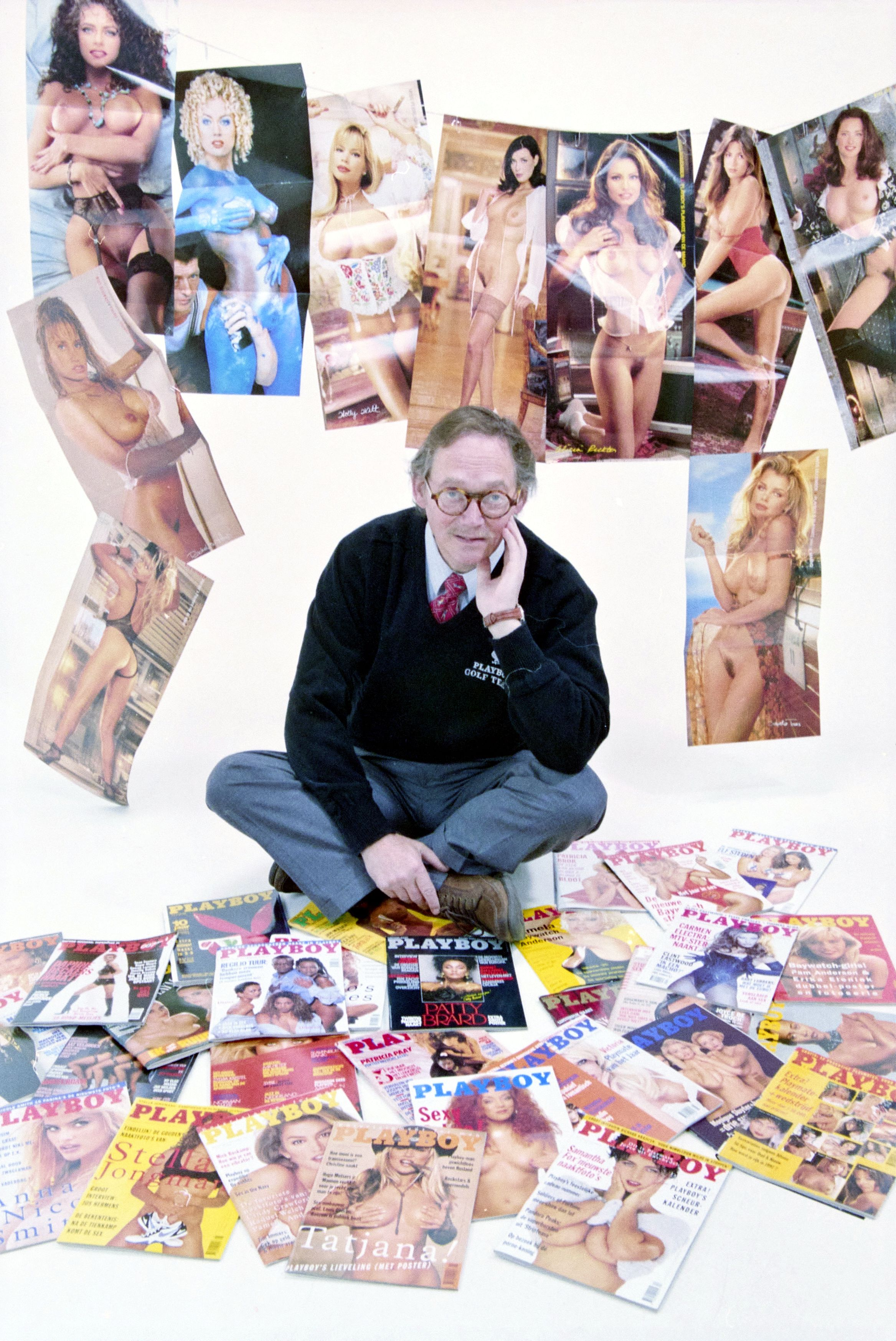
Jan Heemskerk sr., eindredacteur Playboy, 1999

Betaalde gerichte kernoplage van de Nederlandse editie (volgens gegevens van HOI, Instituut voor Media Auditing)
- 1983: 133.281
- 1985: 147.800
- 1986: 158.198
- 1987: 166.675
- 1988: 159.659
- 1989: 140.117
- 1990: 127.975
- 1995: 117.146
- 2000: 106.081
- 2004: 77.032[5]
- 2006: 58.862[6]
- 2007: 47.604[7]
- 2010: 50.482
- 2011: 37.209[8]
- 2012: 35.644[9]
- 2013: 30.219

## Bekende AmerikaansePlayboy-modellen
Sommige modellen werden door hun eerste fotoreportage in Playboy wereldberoemd. Andere dames mochten ooit eenmaal in het tijdschrift verschijnen en kregen daarna hun carrière niet van de grond.
Hieronder een overzicht van bekende playmates:
- Pamela Anderson
- Carmen Electra
- Farrah Fawcett
- Aria Giovanni
- Vida Guerra
- Daryl Hannah
- Kim Kardashian
- Lindsay Lohan
- Madonna
- Marilyn Monroe
- Tera Patrick
- Denise Richards
- Anna Nicole Smith
- Dita Von Teese

## Bekende Nederlanders naakt inPlayboy

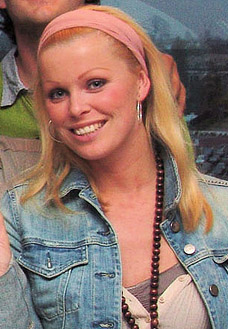
Bridget Maasland

Hieronder een selectie van bekende Nederlanders die verschenen zijn in de Nederlandse uitgave van Playboy in chronologische volgorde:
- Jerney Kaagman (mei 1983)
- Adèle Bloemendaal (september 1983)
- Marina de Graaf (oktober 1983)
- Patricia Paay (september 1984, november 1986, mei 1996, december 2009)
- Viola Holt (december 1984)
- Saskia van Rijswijk (augustus 1985)
- Linda Dubbeldeman (oktober 1985)
- Penny de Jager (december 1985)
- Pleuni Touw (december 1986)
- Yvonne Keeley (mei 1987)
- Tatjana Šimić (februari 1986, december 1986, december 1987, juni 1990, mei 1991, augustus 1992, november 1993, augustus 1995, november 1995, november 1996, februari 1999, december 2012)
- Anita Heilker (november 1987)
- Patty Brard (januari 1988)
- Patty Zomer (oktober 1988)
- Liz Snoijink (december 1988)
- Sylvia Millecam (mei 1989, mei 1994)
- Kiki Classen (mei 1990)
- Leontien Ceulemans (februari 1991)
- Zara Whites (februari 1992)
- Belinda Meuldijk (maart 1992)
- Lotte van Dam (juni 1993)
- Bettine Vriesekoop (juli 1995)
- Stella Jongmans (augustus 1996)
- Leontine Ruiters (februari 1997)
- Isa Hoes (mei 1997)
- Daphne Deckers (januari 1998)
- Josefine van Asdonk (1998)
- Myrna Goossen (april 1998)
- Julia Samuël (maart 1999)
- Marian Mudder (november 1999)
- Manuëla Kemp (april 2000)
- Tanja Jess (december 2000, januari 2001)
- Manouk van der Meulen (november 2001)
- Froukje de Both (december 2001, juni 2002)
- Kelly van der Veer (februari 2002)
- Tonny de Jong (maart 2002)
- Katja Schuurman (oktober 2002, mei 2004)
- Sonja Silva (januari, november 2003)
- Robine van der Meer (juni 2003)
- Aukje van Ginneken (december 2003)
- Monique Klemann en Suzanne Klemann (juli 2004)
- Georgina Verbaan (december 2004)
- Touriya Haoud (juni 2005)
- Valerie Zwikker (juli 2005)
- Rebecca Loos (januari 2006)
- Bridget Maasland (mei 2006)
- Heleen van Royen (december 2006)
- Esmarel Gasman (oktober 2007)
- Lieke van Lexmond (december 2007, oktober 2008)
- Do (december 2008)
- Pauline Wingelaar (december 2009)
- Nicolette Kluijver (april 2010)
- Birgit Schuurman (december 2010)
- Britt Dekker (december 2011)
- Stacey Rookhuizen (januari 2012)
- Beertje van Beers (oktober 2013)
- Marly van der Velden (december 2013)
- Jaimie Vaes (augustus 2023)
- Nicol Kremers (september 2023)
- Judith Osborn (december 2023)
- Christina Curry (april 2024)
- Joy Beune (december 2024)
- Sophie Bouquet (januari 2025)[10]
- Diva Brons[11] (mei 2025)
- Meis (juni 2025)

## Bekende Vlamingen naakt inPlayboy
Hieronder staan in chronologische volgorde bekende Vlamingen die in Playboy zijn verschenen:
- Hilde Van Mieghem (maart 1987)
- Katia Alens (1990)
- Brigitta Callens (2003)
- Joyce De Troch (oktober 1997 en april 1999)
- Tanja Dexters (juli 2000)
- Betty Owczarek (februari 2001)
- Phaedra Hoste (april 2001)
- Joyce Van Nimmen (november 2006)
- Ann Van Elsen (januari 2008, ten bate van Music For Life)
- Jess Donckers (februari 2010)
- Gaëlle Garcia Diaz (februari 2011)
- Lesley-Ann Poppe (maart 2012)